# Mairie-école de Bouclans
La mairie-école de Bouclans est un bâtiment, protégé des monuments historiques, situé sur la commune de Bouclans dans le département du Doubs en France.

## Histoire
En 1841, la commune approuve les plans de l'architecte Clément concernant la construction d'une maison commune et d'une école.
Les façades, toitures du bâtiment ainsi que le grand escalier sont inscrits au titre des monuments historiques depuis le 16 décembre 2005.

## Localisation
Le bâtiment est situé en bordure du village de Bouclans, au 1 place Edouard-Clerc.

## Architecture
La façade du bâtiment présente des pilastres corniers ainsi que des colonnes sur l'avant-corps central, le tout couronné par un attique.